# Sylviane Agacinski
Sylviane Agacinski-Jospin (França, 4 de maig de 1945) és una filòsofa, feminista i escriptora francesa d'origen polonès, professora de la École des Hautes Études en Sciences Socials (EHESS).

## Biografia
Els pares d'Agacinski van ser immigrants polonesos i la seva germana és l'actriu francesa Sophie Agacinski. Agacinski té un fill amb el filòsof Jacques Derrida, exdirector de l'EHESS, i més endavant es va casar amb Lionel Jospin.
Va ser deixebla de Gilles Deleuze en la dècada de 1960 a Lió i membre del Groupe de Recherche sud l’Enseignement Philosophique en els anys 1970. El seu treball es relaciona amb els filòsofs de la desconstrucció com Jacques Derrida, Jean-Luc Nancy i Philippe Lacoue-Labarthe.
Com a filòsofa feminista, Agacinski s'identifica amb el diferencialisme, una branca del feminisme francès, el qual argumenta que la condició humana no pot ser entesa de manera universal sense una referència cap a tots dos sexes. En aquest sentit s'oposa al feminisme conductista, el qual basa l'alliberament de la dona en la negació de la seva identitat sexual.
En el seu llibre Politique des sexes de 1998, Agacinski va escriure «Volem mantenir la llibertat de seduir i de ser seduïdes. Mai hi haurà una guerra de sexes a França».
El 13 de juliol de 2014, va ser una de les signants d'una carta oberta al president de la República François Hollande per a exigir-li que no admetés l'anomenada GPA, contra la maternitat subrogada. En aquest document van afirmar que «el contracte de subrogació és contrari al principi de respecte a les persones, tant de la dona que porta al nen com del propi fill, encarregat per una o dues persones, que es desenvolupa en el ventre de la dona portadora. Els éssers humans no són coses».

## EsmenaParité
El 1999, Agacinski va originar un projecte de llei per a esmenar l'article tercer de la Constitució francesa que inclou una frase que diu «La llei encoratjarà l'accés igualitari per a dones i homes a la vida política i als càrrecs electorals». Amb el suport de Jospin, l'anomenada esmena Parité va ser realitzada el 28 de juny de 1999, i el 3 de maig de 2000 la va seguir una llei que exigeix als partits polítics del país a presentar un 50 % de candidatures femenines de qualsevol origen sota pena de perdre una part corresponent del seu finançament per a la campanya governamental. En les eleccions legislatives de 2002, les primeres sota aquesta nova llei, el Front Nacional de Le Pen va estar entre els pocs partits que van estar prop de complir la llei amb un 49 % de candidatures femenines; el Partit Socialista de Jospin va tenir un 36 % i la Unió per un Moviment Popular de Chirac va tenir un 19.6 %.

## Obres destacades
- Aparté. Conceptions et morts de Søren Kierkegaard, Aubier, 1978
- Critique de l'égocentrisme. La question de l'Autre, Galilée, 1994
- Volume. Philosophie et politique de l'architecture, Galilée, 1996
- Politique des sexes. Mixité et parité, Seuil, La Librairie du XXe siècle, 1998.
- Le Passeur de temps. Modernité et nostalgie, Seuil, La Librairie du XXe siècle, 2000
- Journal interrompu, -25 janvier-25 mai 2002, Seuil, 2002
- Métaphysique des sexes. Masculin/féminin aux sources du christianisme, éd. Le Seuil, 2005.ISBN 2-7578-0288-7
- Engagements, Seuil, 2007
- Le Drame des sexes. Ibsen, Strindberg, Bergman, Seuil, coll. La Librairie du XXe siècle, 2008
- Corps en miettes, éd. Flammarion, 2009.
- Femmes entre sexe et genre, Seuil, 2012.
- Seuil. Le tiers-corps (en francès), 2018, p. 240. ISBN 978-2-02-139359-0..[11]
- L’homme désincarné. Du corps charnel au corps fabriqué, Gallimard, col. Tracts, 2019